# Leichtathletik-Europameisterschaften 1994/4 × 400 m der Männer

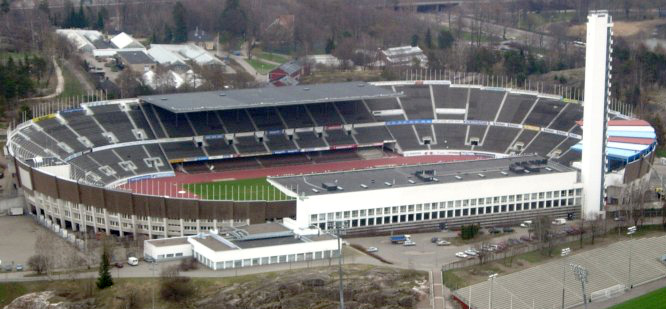
Das Olympiastadion von Helsinki im Jahr 2005

Die 4-mal-400-Meter-Staffel der Männer bei den Leichtathletik-Europameisterschaften 1994 wurde am 14. August 1994 im Olympiastadion der finnischen Hauptstadt Helsinki ausgetragen.
Europameister wurde Großbritannien in der Besetzung David McKenzie, Roger Black, Brian Whittle und Du’aine Ladejo.
Den zweiten Platz belegte Frankreich mit Pierre-Marie Hilaire, Jacques Farraudière, Jean-Louis Rapnouil und Stéphane Diagana.
Bronze ging an Russland (Michail Wdowin, Dmitri Bei, Dmitri Kossow, Dmitri Golowastow).

## Bestehende Rekorde
| Weltrekord           | 2:54,29 min | USA (Andrew Valmon, Quincy Watts, Harry Reynolds, Michael Johnson)       | WM Stuttgart, Deutschland | 22. August 1993   |
| Europarekord         | 2:57,53 min | Großbritannien (Roger Black, Derek Redmond, John Regis, Kriss Akabusi)   | WM Tokio, Japan           | 1. September 1991 |
| Meisterschaftsrekord | 2:58,22 min | Großbritannien (Paul Sanders, Kriss Akabusi, John Regis und Roger Black) | EM Split, Jugoslawien     | 1. September 1990 |

Der bestehende EM-Rekord wurde bei diesen Europameisterschaften nicht erreicht. Die Siegerzeit von 2:59,13 min der Europameisterstaffel aus Großbritannien lag um 1,09 s über dem Rekord. Zum Europarekord fehlten 1,60 s, zum Weltrekord 4,84 s.

## Durchführung
Bei nur sieben teilnehmenden Staffeln entfielen die Vorläufe. Alle Teams traten gemeinsam zum Finale an.

## Resultat
14. August 1994
| Platz | Staffel        | Besetzung                                                                     | Zeit (min) |
| ----- | -------------- | ----------------------------------------------------------------------------- | ---------- |
| 1     | Großbritannien | David McKenzie Roger Black Brian Whittle Du’aine Ladejo                       | 2:59,13    |
| 2     | Frankreich     | Pierre-Marie Hilaire Jacques Farraudière Jean-Louis Rapnouil Stéphane Diagana | 3:01,11    |
| 3     | Russland       | Michail Wdowin Dmitri Bei Dmitri Kossow Dmitri Golowastow                     | 3:03,10    |
| 4     | Italien        | Marco Vaccari Fabio Grossi Ashraf Saber Alessandro Aimar                      | 3:03,46    |
| 5     | Deutschland    | Daniel Bittner Kai Karsten Lutz Becker Edgar Itt                              | 3:04,15    |
| 6     | Polen          | Piotr Rysiukiewicz Robert Maćkowiak Piotr Kotlarski Tomasz Czubak             | 3:04,22    |
| 7     | Finnland       | Ari Pinomaki Ilkka Yli-Tuomi Kari Louramo Vesa-Pekka Pihlavisto               | 3:04,55    |

## Videolinks
- 5058 European Track & Field 4x400m Men, www.youtube.com, abgerufen am 1. Januar 2023
- Men's 4x400m Relay Final European Champs Helsinki 1994, www.youtube.com, abgerufen am 1. Januar 2023